# Bulcsú

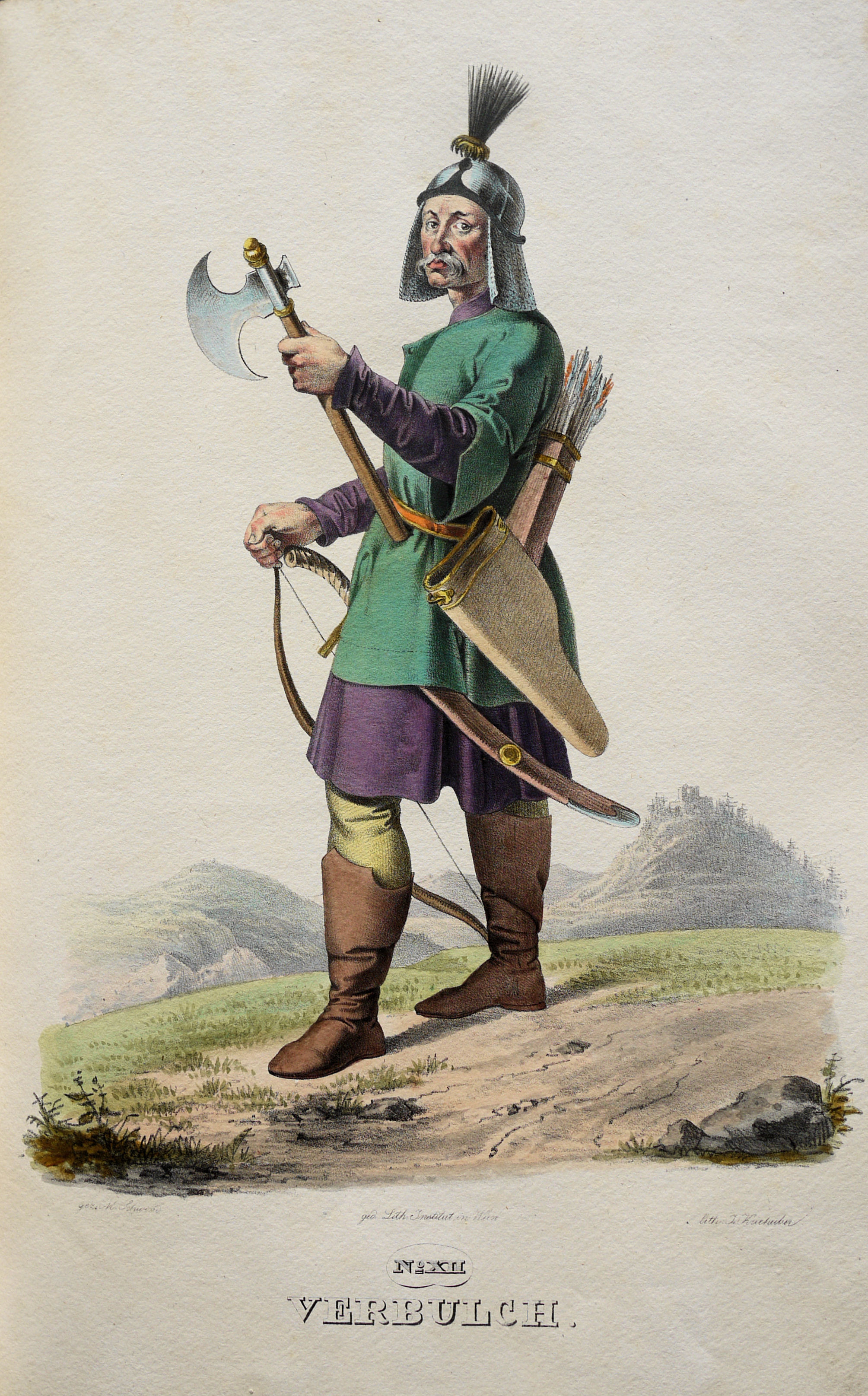
Bulcsú, Lithographie von Josef Kriehuber nach einer Zeichnung von Moritz von Schwind, ca. 1828

Bulcsú († 955 in Regensburg) war die treibende Kraft hinter den magyarischen Kriegszügen der Jahre 954/955.
Er vereinte in seiner Person die Ämter des Horka (Richters) und des Gyula (oberster Kriegsherr) und war damit mächtigster Mann neben dem Kende (Großfürsten) im magyarischen Volk.
Nach einem Waffenstillstand mit Byzanz war Bulcsú (in byzantinischen Quellen Botosudes) von Kaiser Konstantin VII. Porphyrogennetos nach Konstantinopel „eingeladen“ worden. Vermutlich war er eine Geisel. Dort hatte er, beeindruckt von der Pracht der orthodoxen Kirche, den christlichen Glauben angenommen und sich 948 taufen lassen. Zurück in Pannonien ließ er sich 952 jedoch wieder zum alten, heidnischen Glauben bekehren.
Im Frühjahr 954 drangen die Magyaren in Bayern ein und trafen auf keinen Widerstand, da die deutschen Herzöge durch den Liudolfinischen Aufstand gebunden waren. Herzog Konrad der Rote kaufte sich und Lotharingien durch ein hohes Lösegeld frei und schickte die Magyaren gegen seine Feinde, besonders Erzbischof Bruno von Köln, den Bruder Ottos, der treu zum König stand. Dann ging ihr Zug über Belgien weiter nach Frankreich. Dort musste Bulcsú eine persönliche Niederlage hinnehmen, als sein Enkel bei der Belagerung von Cambrai getötet wurde und sein abgeschlagener Kopf auf der Stadtmauer ausgestellt wurde. Die Magyaren zogen weiter nach Italien, angeblich bis Benevent und schließlich über Kroatien wieder zurück.
Im Folgejahr 955 wurde Bulcsú in der Schlacht auf dem Lechfeld von Otto I. vernichtend geschlagen. Zusammen mit den anderen Anführern Lehel und Sûr wurde er im Spätsommer 955 in Regensburg hingerichtet. Unter dem Eindruck der verheerenden Niederlage wurde der Titel des Horka nicht wieder vergeben.

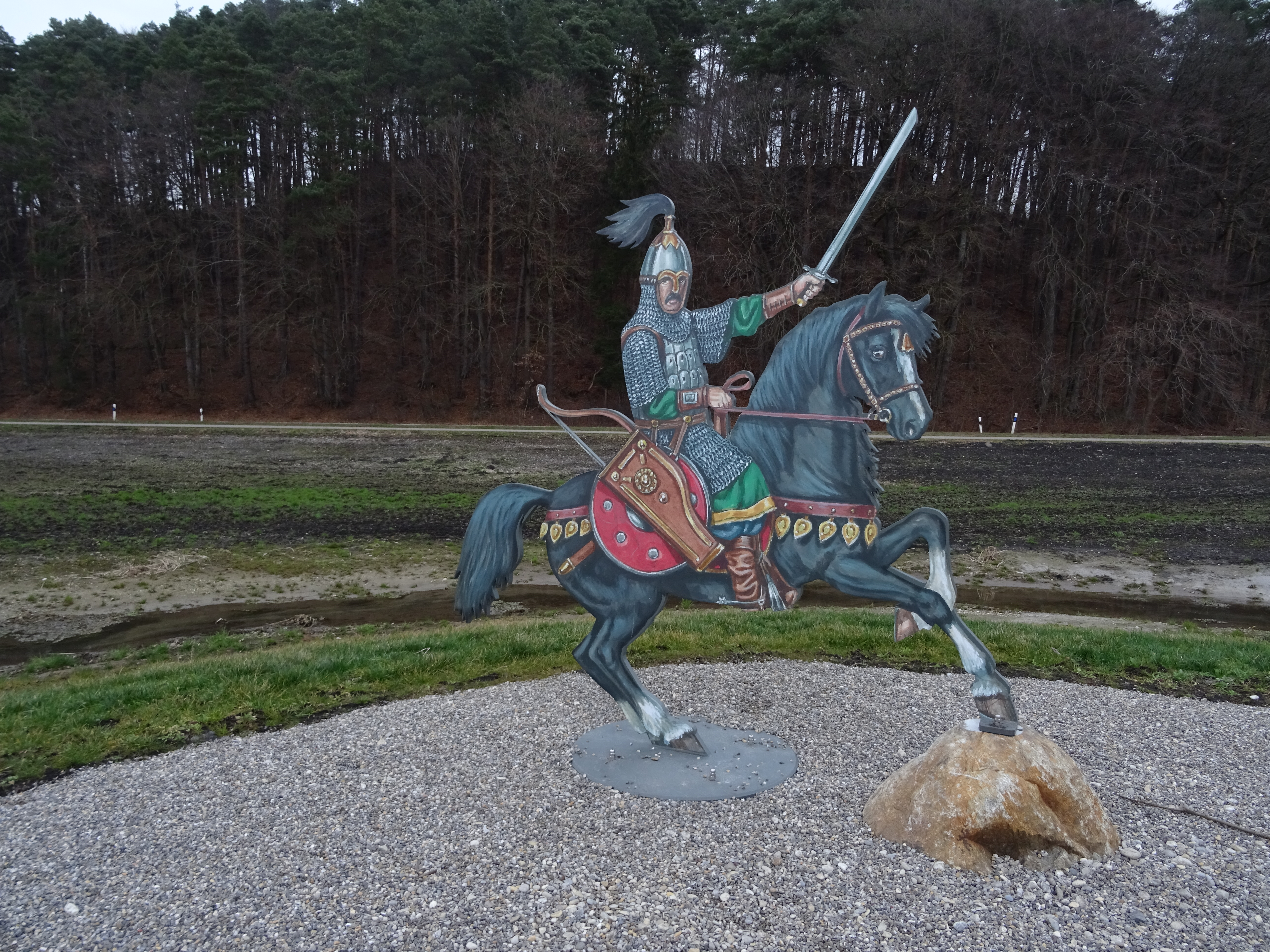
Ungarischer Krieger mit Darstellung des Pferdegeschirrs, an der Fundstelle in Todtenwiesen

Am 1. Dezember 2013 wurde bekannt, dass ein Hobbyarchäologe auf dem Lechfeld bei Todtenweis, 15 km nördlich von Augsburg, die Reste eines prächtigen ungarischen Pferdegeschirr entdeckt hatte. Für besonders bemerkenswert halten Archäologen die auffälligen Ornamente und die silbernen und teilweise vergoldeten Schnallen und Anhänger. Diese Wertsachen deuten auf den Besitz eines ungarischen Anführers hin, bei welchem es sich um Bulcsú handeln könnte.